# 사계절의 대륙
사계절의 대륙은 안제도 작가의 장편 판타지 소설이다. 리버북스가 출판하였다. 출판사는 해당 소설을 90년대 정통 판타지로 설명하였다.
소설은 가장 큰 비중을 차지하는 세 명의 주인공, 카일 로스와 제이 제이든, 프리스 카이드릭이 통일전쟁을 참가해 겪는 이야기를 연대기적으로 서술하였다. 많은 등장 인물의 전쟁 이야기로, 서로 다른 이상을 가진 주요 주인공들이 대립한다.
인간의 자유의지가 소설의 가장 큰 주제이다. 작품 후반부, 미드라실 전투 직전 카일 로스와 대화를 나누는 제이 제이든의 대사에서 이러한 주제가 확연히 드러난다.

## 서적 정보
- 안제도. 사계절의 대륙(상권). 출판사: 리버북스. 2020년 12월 14일. ISBN 9791197223600
- 안제도. 사계절의 대륙(하권, 완결). 출판사: 리버북스. 2020년 12월 14일. ISBN 9791197223617